# 1878
Il 1878 (MDCCCLXXVIII in numeri romani) è un anno  del XIX secolo.

## Eventi
- 11 gennaio: nella città di New York viene effettuato per la prima volta il servizio di consegna a domicilio del latte in bottiglie di vetro.
- 20 febbraio: viene eletto papa il cardinale camerlengo Vincenzo Gioacchino Pecci, il quale assume il nome di Leone XIII.
- 3 marzo: la Bulgaria ottiene l'indipendenza dall'Impero ottomano ma viene ridimensionata rispetto alle dimensioni previste con il trattato di Santo Stefano.
- 16 marzo: a Malaga viene fondata la congregazione delle Suore della Carità di Nostra Signora della Mercede.
- 13 giugno: si apre il Congresso di Berlino, che durerà fino al 13 luglio e a cui partecipano tutte le grandi potenze Europee.
- 17 novembre – Napoli: l'anarchico Giovanni Passannante tenta di uccidere con un coltellino re Umberto I di Savoia. Sarà catturato e condannato all'ergastolo, che sconterà in condizioni disumane e in completo isolamento.
- Viene emessa la prima serie di sei figurine Liebig in lingua italiana. Si tratta della serie n° 65 denominata "Alsazia Scene Popolari", stampata con la tecnica della cromolitografia. Oggi è particolarmente ricercata dai collezionisti di tutto il mondo e quotata dal Listino Prezzi Ufficiale edito dalla Fam. Sanguinetti di Milano oltre 1500 euro.
- Viene inventato il connettore jack da 6.35mm, ampiamente utilizzato ancora oggi, per impiegarlo nell'uso dei centralini telefonici.
- Fine della Kulturkampf.

## Nati
Ci sono circa 960 voci su persone nate nel 1878; vedi la pagina Nati nel 1878 per un elenco descrittivo o la categoria Nati nel 1878 per un indice alfabetico.

## Morti
Ci sono circa 330 voci su persone morte nel 1878; vedi la pagina Morti nel 1878 per un elenco descrittivo o la categoria Morti nel 1878 per un indice alfabetico.

## Calendario
| Calendario 1878 | Calendario 1878 | Calendario 1878 | Calendario 1878 | Calendario 1878 | Calendario 1878 | Calendario 1878 | Calendario 1878 | Calendario 1878 | Calendario 1878 | Calendario 1878 | Calendario 1878 | Calendario 1878 | Calendario 1878 | Calendario 1878 | Calendario 1878 | Calendario 1878 | Calendario 1878 | Calendario 1878 | Calendario 1878 | Calendario 1878 | Calendario 1878 | Calendario 1878 | Calendario 1878 | Calendario 1878 | Calendario 1878 | Calendario 1878 | Calendario 1878 | Calendario 1878 | Calendario 1878 | Calendario 1878 | Calendario 1878 | Calendario 1878 |
| --------------- | --------------- | --------------- | --------------- | --------------- | --------------- | --------------- | --------------- | --------------- | --------------- | --------------- | --------------- | --------------- | --------------- | --------------- | --------------- | --------------- | --------------- | --------------- | --------------- | --------------- | --------------- | --------------- | --------------- | --------------- | --------------- | --------------- | --------------- | --------------- | --------------- | --------------- | --------------- | --------------- |
|                 | 1               | 2               | 3               | 4               | 5               | 6               | 7               | 8               | 9               | 10              | 11              | 12              | 13              | 14              | 15              | 16              | 17              | 18              | 19              | 20              | 21              | 22              | 23              | 24              | 25              | 26              | 27              | 28              | 29              | 30              | 31              |                 |
| Gennaio         | Ma              | Me              | Gi              | Ve              | Sa              | Do              | Lu              | Ma              | Me              | Gi              | Ve              | Sa              | Do              | Lu              | Ma              | Me              | Gi              | Ve              | Sa              | Do              | Lu              | Ma              | Me              | Gi              | Ve              | Sa              | Do              | Lu              | Ma              | Me              | Gi              |                 |
| Febbraio        | Ve              | Sa              | Do              | Lu              | Ma              | Me              | Gi              | Ve              | Sa              | Do              | Lu              | Ma              | Me              | Gi              | Ve              | Sa              | Do              | Lu              | Ma              | Me              | Gi              | Ve              | Sa              | Do              | Lu              | Ma              | Me              | Gi              |                 |                 |                 |                 |
| Marzo           | Ve              | Sa              | Do              | Lu              | Ma              | Me              | Gi              | Ve              | Sa              | Do              | Lu              | Ma              | Me              | Gi              | Ve              | Sa              | Do              | Lu              | Ma              | Me              | Gi              | Ve              | Sa              | Do              | Lu              | Ma              | Me              | Gi              | Ve              | Sa              | Do              |                 |
| Aprile          | Lu              | Ma              | Me              | Gi              | Ve              | Sa              | Do              | Lu              | Ma              | Me              | Gi              | Ve              | Sa              | Do              | Lu              | Ma              | Me              | Gi              | Ve              | Sa              | Do              | Lu              | Ma              | Me              | Gi              | Ve              | Sa              | Do              | Lu              | Ma              |                 |                 |
| Maggio          | Me              | Gi              | Ve              | Sa              | Do              | Lu              | Ma              | Me              | Gi              | Ve              | Sa              | Do              | Lu              | Ma              | Me              | Gi              | Ve              | Sa              | Do              | Lu              | Ma              | Me              | Gi              | Ve              | Sa              | Do              | Lu              | Ma              | Me              | Gi              | Ve              |                 |
| Giugno          | Sa              | Do              | Lu              | Ma              | Me              | Gi              | Ve              | Sa              | Do              | Lu              | Ma              | Me              | Gi              | Ve              | Sa              | Do              | Lu              | Ma              | Me              | Gi              | Ve              | Sa              | Do              | Lu              | Ma              | Me              | Gi              | Ve              | Sa              | Do              |                 |                 |
| Luglio          | Lu              | Ma              | Me              | Gi              | Ve              | Sa              | Do              | Lu              | Ma              | Me              | Gi              | Ve              | Sa              | Do              | Lu              | Ma              | Me              | Gi              | Ve              | Sa              | Do              | Lu              | Ma              | Me              | Gi              | Ve              | Sa              | Do              | Lu              | Ma              | Me              |                 |
| Agosto          | Gi              | Ve              | Sa              | Do              | Lu              | Ma              | Me              | Gi              | Ve              | Sa              | Do              | Lu              | Ma              | Me              | Gi              | Ve              | Sa              | Do              | Lu              | Ma              | Me              | Gi              | Ve              | Sa              | Do              | Lu              | Ma              | Me              | Gi              | Ve              | Sa              |                 |
| Settembre       | Do              | Lu              | Ma              | Me              | Gi              | Ve              | Sa              | Do              | Lu              | Ma              | Me              | Gi              | Ve              | Sa              | Do              | Lu              | Ma              | Me              | Gi              | Ve              | Sa              | Do              | Lu              | Ma              | Me              | Gi              | Ve              | Sa              | Do              | Lu              |                 |                 |
| Ottobre         | Ma              | Me              | Gi              | Ve              | Sa              | Do              | Lu              | Ma              | Me              | Gi              | Ve              | Sa              | Do              | Lu              | Ma              | Me              | Gi              | Ve              | Sa              | Do              | Lu              | Ma              | Me              | Gi              | Ve              | Sa              | Do              | Lu              | Ma              | Me              | Gi              |                 |
| Novembre        | Ve              | Sa              | Do              | Lu              | Ma              | Me              | Gi              | Ve              | Sa              | Do              | Lu              | Ma              | Me              | Gi              | Ve              | Sa              | Do              | Lu              | Ma              | Me              | Gi              | Ve              | Sa              | Do              | Lu              | Ma              | Me              | Gi              | Ve              | Sa              |                 |                 |
| Dicembre        | Do              | Lu              | Ma              | Me              | Gi              | Ve              | Sa              | Do              | Lu              | Ma              | Me              | Gi              | Ve              | Sa              | Do              | Lu              | Ma              | Me              | Gi              | Ve              | Sa              | Do              | Lu              | Ma              | Me              | Gi              | Ve              | Sa              | Do              | Lu              | Ma              |                 |